# 大马尼拉市
大马尼拉市（英語：City of Greater Manila），简称为大马尼拉，有时也称为大马尼拉区（Greater Manila Area，GMA）， 是二战日本占领菲律宾期间建立的特许城市。 大马尼拉市由菲律宾自由邦管辖，是30年后费迪南德·马科斯总统执政期间，建立马尼拉大都会和马尼拉大都会首长行政职能的原型。
大马尼拉市于1942年1月1日根据曼努埃尔·奎松总统签署《第400号行政命令》作为紧急措施成立，合并马尼拉市和奎松市，以及属于黎剎省的加洛坎、马卡蒂、曼达卢永、帕拉尼亞克、帕赛和仙范。 1941年12月24日，豪尔赫·B·巴尔加斯被任命为大马尼拉市市长；1942年1月27日，即一个月后他任命利昂·古尼托为继任者。
组成大马尼拉市的原先市镇长官，成为合并后城市的助理市长，即相当于现在的副市长，并受大马尼拉市市长领导。 其在日本扶植菲律賓第二共和國的国民议会派有代表，属于马尼拉立法选区辖下的不分区代表。
1945年7月26日，塞尔吉奥·奥斯米纳总统签署《第58号行政命令》，缩减领土并解散大马尼拉市；该命令于六天后（即8月1日）生效。随后，曾经属于大马尼拉市一部分的市镇，恢复各自的战前地位。